# Tanguti
Tanguti nebo Tangutové (tibetsky Miniag, čínsky 党项 pchin-jinem Dǎngxiàng nebo Fan, turecky: plurál → Tangutlar) je název středověkého lidu kteří koncem 9. století založili stát či dynastii Západní Sia, také známý jako Tangutská říše v oblasti současní severozápadní Číny. Čínští historici je tradičně považovali za součást Čchiangského národa (Kuo-ti), nicméně současná zjištění naznačují genealogické propojení zakladatele státu Li Jüan-chaoa se starověkým lidem Sien-piů  a jeho vládnoucího klanu Toba čili Tabgačů.

## Původ
Tanguti pocházeli z Tibeto-Barmské skupiny. Byli příbuzní Tibeťanů a mluvili Tangutštinou.
Čínštími učenci jsou obvykle považováni za následníky „Čchiangů“ nebo „Tang-siangů“ . V minulosti byl „Čchiang“ souhrnné označení pro více etnických skupin, včetně Tibeťanů kteří žili v severozápadní Číně. Po založení Tu-jü-chunského království (284-670) Sien-piy, byli označováni jako „Čchiang Chu“.  Sami si říkali „Mi“, „Minia“, „Miniagové“, ale postupně převládl termín stepních národů Turko-mongolů „Tanguti“. Historické záznamy a nedávné archeologické nálezy prokazují že rodokmen Li Jüan-chaoa a královské rodiny odkazuje na přímou linii Sien-piského kmene Tabgačů. 
Většina populace vyznávala buddhismus. V roce 1227, Tangutké království padlo pod údery Čingischána. Od 16. století byli Tanguti asimilováni Číňany, Mongoly a Tibeťany.

### Tangutští panovníci (Tabgačové)
Tabgačové čili Toba byl též vládnoucí klan království Západní Sia (1038–1227), ale král přijal jméno „Li“ podle Čínského stylu. Toba Si-kong, nebo „Li Si-kong“ byl předek Li Te-mingův, který byl otec Li Jüan-chaoa, prvního krále království. 
Osm klanů Tangutů:
- Si-feng Ši (细封氏),
- Fej-tching Ši (费听氏),
- Wang-li Ši (往利氏),
- Pcho-čchao Ši (颇超氏),
- Jie-li Ši (野利氏),
- Fang-tang Ši (房当氏),
- Mi-čchin Ši (米擒氏),
- To-ba Ši (拓跋氏).